# تغييرات نمطية للحياة العلاجية
التغييرات النمطية للحياة العلاجية (بالإنجليزية:  Therapeutic Lifestyle Changes)‏، وتعرف أيضًا باسم TLC Diet، هي نمط غذائي موصي به من قبل برنامج تعليم الكوليسترول الوطني و هو جزء من المعاهد الوطنية للصحة، للتحكم في ارتفاع الكوليسترول. هذا النمط يركز على الدهون المشبعة والكوليسترول وهذه خيارات غذائية لتعزيز انخفاض LDL cholesterol والسيطرة على الوزن، والنشاط البدني.